# 丹書鐵券

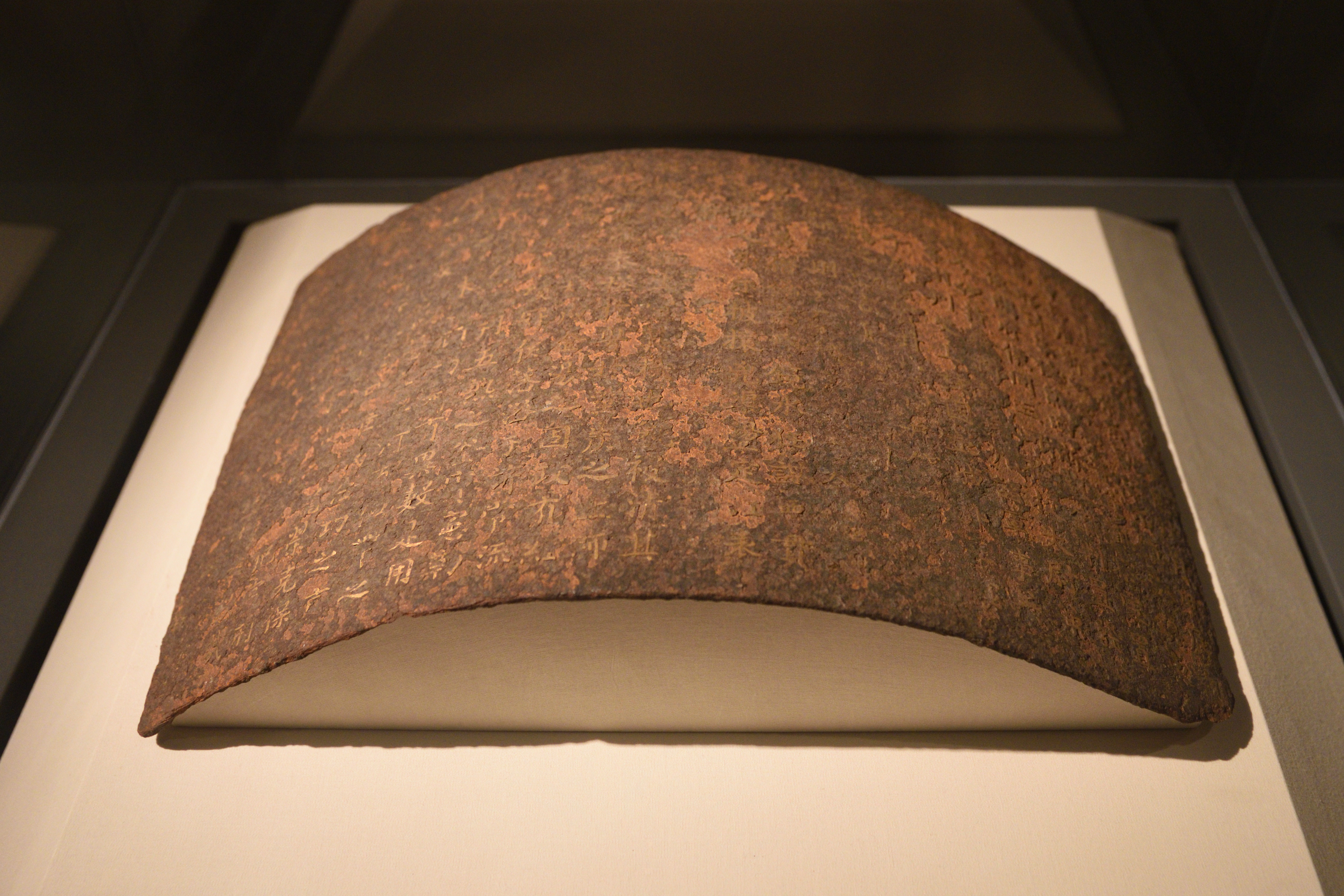
錢鏐受賜「金書鐵券」，中國國家博物館藏

丹書鐵券，亦作丹書鐵契、金書鐵券、鐵券、誓書，民間俗稱「免死（金）牌」，始於漢代，是天子頒發給功臣、重臣的一種帶有獎賞和盟約性質的憑證，類似于現代普遍流行的勳章獎章，只不過其形制稍有不同，內涵較為寬泛。

## 歷史
劉邦建立漢朝後，為鞏固統治籠絡功臣，於是頒給元勳「丹書鐵券」作為褒獎：「命蕭何次律令，韓信申軍法，張蒼定章程，叔孫通帛禮儀；又與功臣剖符作誓，丹書、鐵契、金匱、石室，藏於宗廟」，其中的「符」也就是通常所說的「契」，即皇帝與功臣、重臣之間信守的憑證。
南北朝至隋唐時期，北魏孝文帝頒發給皇室宗室、親近大臣的鐵券是作為護身防家之用。南朝的宋、齊、梁、陳四代，頒發鐵券已較為普遍。
隋唐以後，頒發鐵券已成常制，凡開國元勳、中興功臣以及少數民族首領皆賜予鐵券，也給寵宦、宦官頒發鐵券。到宋、元、明時期，鐵券頒賜逐漸趨於完備。明太祖洪武28年下詔：「皇親惟謀逆不赦。餘罪，宗親會議取上裁。法司只許舉奏，毋得擅逮。勒諸典章，永為遵守。」明太祖曾賜李善長等開國功臣免死金牌：「除逆謀不宥其餘若犯死罪爾免二死子免一死」，用以束縛金牌效力。明朝滅亡後，清朝廢除了丹書鐵券的制度。
流傳迄今的鐵券極為稀少珍貴，目前存世僅四件。其中，收藏于中国国家博物馆的唐代钱镠铁券是最早的铁券实物。另有三件明代铁券分别收藏于故宫博物院和青海省档案局，均已成為珍貴的歷史文物。

## 外形
鐵券是外形類似弧狀瓦片的鐵製品，鐵券上的信詞最初時用丹砂填字，合稱「丹書鐵契」，即以鐵為契，以丹書之，以金為匱，以石為室。梁時用銀字填字，即「銀券」；隋時用金填字，亦稱「金券」、「金書」，所以後世稱鐵券為「金書鐵券」，又因「鐵券」可以世代相傳，又稱鐵券為「世券」。
《後漢書·祭遵傳》：「丹書鐵券，傳於無窮。」唐朝錢鏐也曾因功獲得御賜用於免死的鐵券。然而多數的鐵券一般僅是賜予官爵、邑地，不一定有免死效用。